# Aeroportul Granada–Jaén Federico García Lorca
Aeroportul Federico García Lorca (IATA: GRX, ICAO: LEGR) este un aeroport din Provincia Granada, Andaluzia, Spania ce deservește zona Granada. Aeroportul a fost tranzitat în 2022 de 908.713 pasageri. A fost deschis în 1972 și numit după Federico García Lorca.
Situat la o altitudine de 567 m, aeroportul dispune de 1 pistă. Este operat de Aena⁠(d).

## Infrastructură

### Piste
Aeroportul dispune de o singură pistă. Pista 09/27 are suprafața de asfalt și dimensiunile 2.900 m × 45 m. 